# Lotus Elite
Lotus Elite – sportowy samochód osobowy produkowany przez brytyjską firmę Lotus Cars w latach 1958–1963 i 1974–1982. Dostępny jako 2-drzwiowe coupé. Do napędu używano silników R4. Moc przenoszona była na oś tylną poprzez manualną skrzynię biegów.

## Elite I

### Silnik
- R4 1,2 l (1216 cm³), 2 zawory na cylinder, SOHC
- Układ zasilania: dwa gaźniki
- Średnica cylindra × skok tłoka: 76,20 mm × 66,65 mm
- Stopień sprężania: 10,0:1
- Moc maksymalna: 84 KM (62 kW) przy 6250 obr./min
- Maksymalny moment obrotowy: 102 N•m przy 3750 obr./min

### Osiągi
- Przyspieszenie 0-100 km/h: 11,0 s
- Czas przejazdu pierwszych 400 m: 17,5 s
- Prędkość maksymalna: 190 km/h

## Elite II

### Silnik
- R4 2,0 l (1973 cm³), 4 zawory na cylinder, DOHC
- Układ zasilania: dwa gaźniki
- Średnica cylindra × skok tłoka: 76,20 mm × 66,65 mm
- Stopień sprężania: 9,5:1
- Moc maksymalna: 162 KM (119 kW) przy 6500 obr./min
- Maksymalny moment obrotowy: 190 N•m przy 5000 obr./min

### Osiągi
- Przyspieszenie 0-100 km/h: b/d
- Prędkość maksymalna: b/d